# Pavilhão da Cidadela
Pavilhão da Cidadela é uma arena desportiva interior de Luanda (Complexo Desportivo da Cidadela), Angola. A capacidade da arena é 6,873 pessoas. Ele é usado para hospedar o Atlético Petróleos Luanda.